# Doldschingiin Demberel
Doldschingiin Demberel (mongolisch Должингийн Дэмбэрэл, englisch Doljin Demberel, ᠳᠣᠯᠵᠢᠩᠭᠢᠨᠤᠨ ᠳᠡᠮᠪᠷᠡᠯ; * 19. Mai 1938) ist eine ehemalige mongolische Bogenschützin.
Demberel nahm an den Olympischen Spielen 1972 in München teil und beendete den Einzelwettkampf mit 2.152 Punkten auf dem 36. Rang.